# Fiano Romano
Fiano Romano è un comune italiano di 16 728 abitanti della città metropolitana di Roma Capitale nel Lazio.

## Geografia fisica

### Territorio
Geograficamente il comune di Fiano Romano si trova nella valle del Tevere, sulla riva destra del fiume Tevere. Il territorio è prettamente collinare ma con ampie aree pianeggianti lungo il fiume. L'altezza media è di circa 86 metri sul livello del mare, con un'altezza minima di 17 metri e una massima di 244 metri.

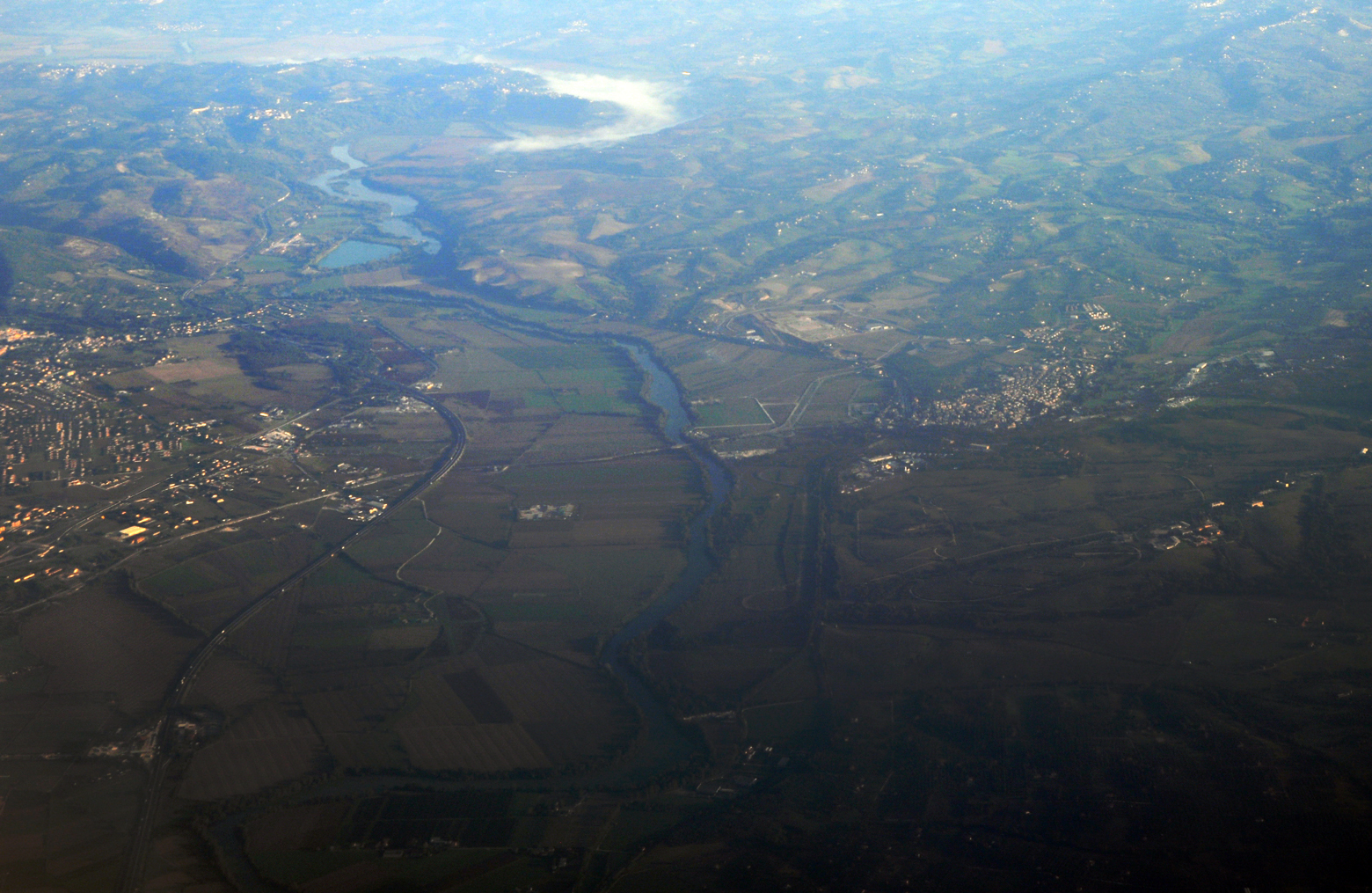
La valle del Tevere a Fiano Romano

### Clima
Il clima è temperato con estati lunghe e secche ed inverni generalmente miti ma piovosi, rientrando Fiano Romano nel gruppo Csa secondo la classificazione dei climi di Köppen. Si fa sentire la vicinanza del Tevere che fa aumentare il tasso di umidità, soprattutto nelle zone più basse.
La temperatura media su base annua è di 14,9 °C con agosto il mese più caldo dell'anno facendo registrare una temperatura media di 25,2 °C mentre il mese più freddo è gennaio con una temperatura media di 5,6 °C. Durante il periodo estivo, ossia da giugno a fine settembre, le temperature diurne possono raggiungere i 31 °C e quelle notturne si aggirano intorno i 15-18 °C, mentre in occasione di ondate di calore le temperature diurne possono raggiungere anche i 36 °C.
La piovosità media annuale è di 1027 mm con luglio il mese più secco, registrando una media di 28 mm di pioggia e 4,73 giorni di pioggia, mentre novembre è quello più piovoso con precipitazioni di 154 mm e 12,57 giorni di pioggia. Dicembre è invece il mese con l'umidità relativa più alta (82,32%) mentre luglio è quello con la più bassa (53,94%).
Le ore di sole sono massime a luglio, con una media di 12,6 ore al giorno, e minime a gennaio con 5,71 ore di sole al giorno.

## Origini del nome
Diverse le ipotesi formulate sull'origine del nome Fiano:
- Il toponimo potrebbe essere derivato, secondo alcuni, sia dalla radice del vocabolo latino flavus, biondo, con evidente riferimento alla produzione di cereali coltivati o visibili nel luogo; sia dal riferimento ai possedimenti che la gens Flavia aveva nella zona (da Flaiano, composto del nome di persona latino Flavius e del suffisso «anus» che indica l'appartenenza)[6][7][8].
- Nell'Eneide (I secolo a.C.) Virgilio, descrivendo le genti che abitavano il territorio falisco capenate in epoca remota, fa riferimento ai campi Flavini (Flavinia arva)[9], mentre nel poema Le guerre puniche (I secolo d.C.) di Silio Italico viene utilizzata l'espressione Flavina o dei campi Flavini per descrivere l'area dove sorgeva il santuario di Feronia e scorreva il fiume Capenas (odierno Gramiccia)[10]. Il termine ritorna anche nel commento di Servio all'Eneide (IV secolo d.C.) dove l'espressione virgiliana Flavinia arva viene spiegata come riferimento alla località di Flavinium[11].
- Un'ulteriore ipotesi suppone che il nome Fiano derivi dalla parola latina Fanum[12][13] (santuario, tempio), in riferimento al tempio di Feronia (Fanum Feroniae).
- Infine si ipotizza che Fiano, conosciuto nel medioevo come Flavianum o Flaianum, sia il toponimo di un possedimento terriero risalente ai fondi imperiali di età costantiniana: il nomen Flavus era infatti stato assunto dall'imperatore Costantino[14].

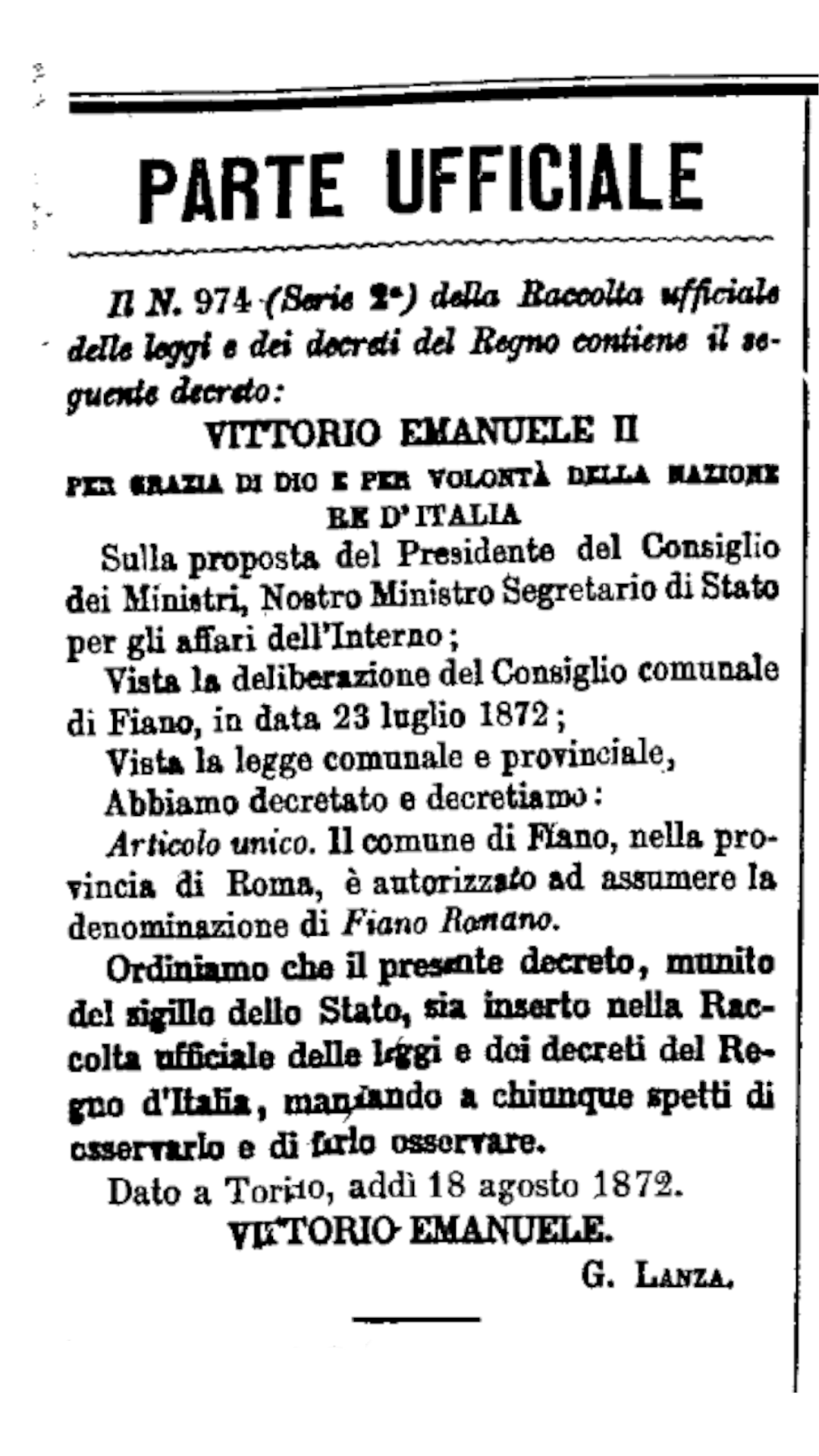
Il regio decreto n. 974 del 18 agosto 1872 pubblicato sulla Gazzetta Ufficiale del Regno d'Italia del 20 settembre 1872 con cui viene adottata la denominazione attuale di Fiano Romano.

La denominazione corrente fu assunta solo a partire dal 1872 quando, dopo un'apposita deliberazione del consiglio comunale del 23 luglio, fu ufficialmente cambiato il nome da Fiano a Fiano Romano tramite un regio decreto di Vittorio Emanuale II.

## Storia
Il territorio di Fiano Romano, per la sua posizione a ridosso di una via di comunicazione naturale come il fiume Tevere, fu abitato da tempi antichissimi: dell'Età del bronzo finale (XII-XIII secolo a.C.) i reperti di armi, utensili di pietra scheggiata e ossa lavorate che testimoniano la presenza di tribù di cacciatori-raccoglitori, mentre in età arcaica le ceramiche databili intorno all'VIII secolo a.C. confermano la zona come punto di incontro delle culture dei Falisci, dei Sabini, degli Etruschi e dei Latini.
Tra il VII e il V secolo a.C. l'area fu sotto il controllo dell'antica città di Capena, alleata dell'etrusca Veio: di questo periodo la fondazione del santuario di Lucus Feroniae. Poi, all'inizio del IV secolo a.C. la zona passò sotto il controllo di Roma, vittoriosa su Veio e i suoi alleati (395 a.C.), con il santuario della dea Feronia che rimase punto centrale dell'area tant'è che, per la sua ricchezza, nel 211 a.C. fu saccheggiato dai mercenari dell'esercito cartaginese di Annibale.
Tra il II e il I secolo a.C. la zona fu completamente romanizzata, con opere di sistemazione viaria e di ricostruzione urbanistica del Lucus Feroniae su stampo di un foro romano, poi, intorno al 70 a.C., Cesare decise di espropriare molte terre intorno al santuario per assegnarle in premio ai propri legionari, opera che fu completata dopo la morte del generale romano dai suoi successori Marco Antonio e Ottaviano (il futuro Augusto), dando origine ad un insediamento noto come Colonia Julia Felix Lucus Feroniae.
Nell'età augustea (fine I secolo a.C. fino agli inizi del I secolo d.C.) l'area subì grandi interventi urbanistici di riorganizzazione del territorio gestiti dal filo augusteo Lucio Volusio Saturnino: di questo periodo la grande villa suburbana Villa dei Volusii, la maggiore e più ricca delle tante ville presenti nella zona, veri e propri centri di produzione agricola, in particolare dell'olio d'oliva, che testimoniano come la zona di Fiano, per la sua fertilità, il suo territorio collinare e per la favorevole posizione era un'importante area agricola nonché, per la vicinanza con l'Urbe, fu assai ambita dai ricchi senatori.
A partire dall'epoca tardo antica e per tutto il Medioevo il controllo di Fiano passò di mano in mano tra i vari centri religiosi della zona: il monastero di San Paolo fuori le mura a Roma, il polo monastico di San Silvestro sul Monte Soratte e l'abbazia di Farfa al di là dal Tevere. Di questo periodo anche la costruzione del primo nucleo del castello (in una bolla di papa Gregorio VII del 1081 si parla di Castellum Flavianum). Infine il feudo di Fiano fu assegnato al monastero di San Paolo fuori le mura prima da parte dell'imperatore Enrico VI nel 1186-1189 e, in seguito, dalle bolle di papa Innocenzo III del 1203 e di papa Onorio II del 1218.

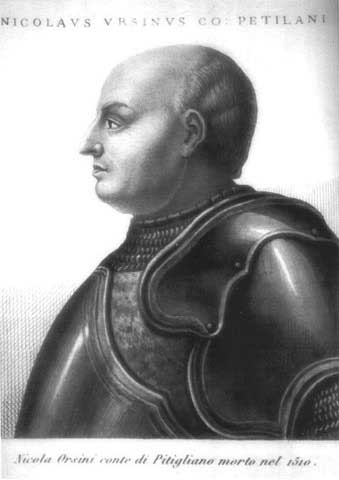
Niccolò III Orsini

Il periodo del Rinascimento, tra il XV ed il XVI secolo, vide il dominio su Fiano della famiglia Orsini, che ne ottenne metà prima in enfiteusi dal monastero di San Paolo fuori le mura nel 1354 e poi la acquistò nel 1362, quindi comprò l'altra metà tra il 1404 e il 1406 con Paolo Orsini. Nel 1443 Orso Orsini è citato come Comes Flaiani e nel 1478 la sorella di Orso, Paola Orsini, governò come luogotenente. Con una bolla del 27 settembre 1482 Papa Sisto IV nominò Niccolò III Orsini tutore dei figli di Elisabetta d'Anguillara (moglie di Orso) e signore di Fiano, Morlupo, Filacciano e Monte della Guardia. Nel 1489 Niccolò III diventò conte di Fiano e commissionò la costruzione del castello terminata nel 1493. Niccolò III Orsini morì il 27 gennaio 1510 nel vicentino quando era generale di Venezia. La Serenissima per onorarlo gli costruì un sontuoso monumento funebre nella chiesa dei santi Giovanni e Paolo. Ma in seguito, per volere testamentario di Niccolò, il cuore fu portato a Pitigliano, sua città natale, e i suoi resti mortali a Fiano Romano nella Chiesa di Santo Stefano Nuovo.
Nel 1606 Fiano passò al cardinale Francesco Sforza il quale lo fece erigere a ducato (bolla di Papa Paolo V del 18 luglio 1608) per suo figlio naturale e legittimo Sforzino Sforza che poi, il 7 giugno 1621, lo vendette per 220.000 scudi, con l'autorizzazione di papa Gregorio XV, a Orazio Ludovisi, generale della Santa Chiesa e fratello del papa. Nel 1624 alla morte di Orazio il ducato passò al figlio Niccolò Ludovisi e da questo al figlio Giovan Battista Ludovisi fino al 1690.
Nel 1690, per volontà di papa Alessandro VIII, Fiano passò dalla famiglia Ludovisi a Marco Ottoboni, generale delle Galee pontificie. Il feudo fu ereditato da Maria Francesca Ottoboni, figlia di Marco, la quale sposò Pier Gregorio Boncompagni Ludovisi che diventò duca ex uxore e decise di assumere anche il cognome della moglie. Il ducato di Fiano restò in mano alla famiglia Boncompagni Ludovisi Ottoboni per oltre duecento anni, fino al 1897 quando l'intera proprietà di Fiano, terreni e castello compreso, furono venduti al commendatore Carlo Menotti, costruttore e latifondista.
Nel 1904, alla morte di Carlo Menotti, la proprietà di Fiano passò al figlio Mario. Con l'avvento del fascismo Mario Menotti, in non buoni rapporti col regime, lascio l'Italia e dopo litigi per l'amministrazione di Fiano questa fu affidata al conte Valentino Orsolini Cencelli, uomo politico di spicco del Partito Nazionale Fascista. Mario Menotti morì a Shanghai e, in assenza di eredi, l'intero patrimonio fu ereditato dalle sorelle, le quali in parte donarono e in parte vendettero il Castello ducale alle suore domenicane di santa Caterina da Siena.
Dopo la fine della seconda guerra mondiale e fino a tutti gli anni 1960 Fiano fu interessato dalle lotte per la terra che porteranno all'assegnazione a contadini e braccianti della maggioranza dei terreni appartenuti ai Menotti e agli altri grandi proprietari terrieri.
A partire dagli anni 1960, anche grazie all'apertura del casello autostradale, Fiano fu investito da una grande trasformazione economica e sociale, il settore agricolo cominciò un rapido declino a favore di attività industriali e del terziario, e in particolare iniziò un importante aumento demografico che fece passare i residenti dai circa 3 000 di fine anni 1960 ai quasi 16 000 del 2020. Al contempo, il territorio fu interessato da una larga edificazione che portò il suolo urbanizzato a quadruplicare in pochi anni.

### Simboli

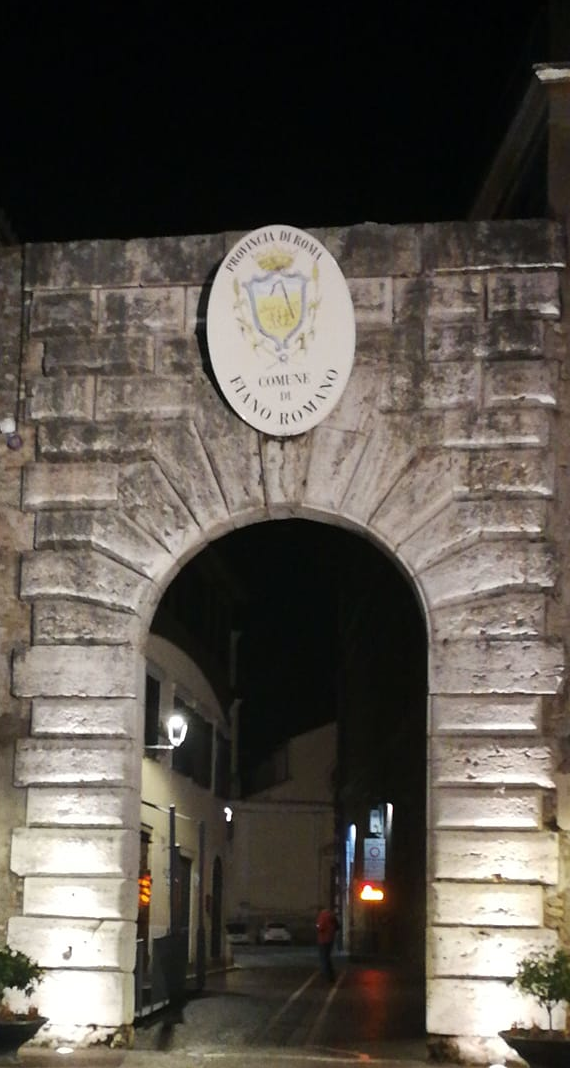
Stemma del comune di Fiano Romano sulla porta di ingresso al borgo medievale

Il comune di Fiano Romano è rappresentato da uno stemma composto da uno scudo in cui è raffigurato un correggiato (due bastoni uniti da una striscia di cuoio) con sullo sfondo un campo di grano maturo e una porzione di cielo; lo scudo è contornato da due spighe di grano e sormontato da una corona.
L'uso di questo simbolo è attestato dal 1609.
Evidenti i riferimenti in questa rappresentazione al forte legame del territorio in generale con il mondo agricolo e contadino e in particolare con la coltivazione del grano, che per secoli (sicuramente fin dal periodo della Roma repubblicana) ha rappresentato una delle principale attività economica della zona.

## Monumenti e luoghi d'interesse

### Architetture religiose
A Fiano Romano si trovano le seguenti chiese:

#### Chiesa di Santo Stefano Nuovo

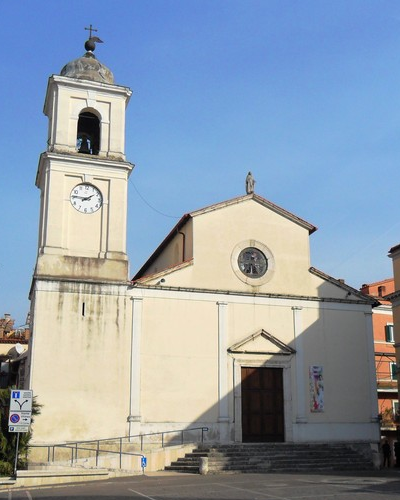
La Chiesa di Santo Stefano Nuovo a Fiano Romano

La costruzione della chiesa di Santo Stefano Nuovo risale alla seconda metà del XV secolo, forse nel 1480 risultando dai documenti storici che in quell'anno questa chiesa nacque dall'unione tra la chiesa collegiata di Fiano e l'antica Chiesa di San Biagio; poi nel 1774, come riportato negli Archivi di Stato, subì un'importante opera di rifacimento su iniziativa della comunità locale.
La chiesa sorge nella piazza centrale del borgo medievale, proprio di fronte all'entrata principale del Castello Ducale. La chiesa è rialzata rispetto al piano della piazza e nella scalinata di accesso sono inseriti, come gradini, due stipiti con scanalature, probabilmente originari di altri edifici. Anche nel sagrato si notano elementi riutilizzati: frammenti di lastre ed epigrafi forse provenienti da un'area cimiteriale o dalla chiesa stessa. La facciata è in stile romanico, con linee architettoniche semplici e pulite, dove si apre il portale in travertino su cui sono scolpiti due stemmi in bassorilievo e affiancata dal campanile, di tipo a torre e a pianta quadrata con copertura a cupola, privo di bifore ma solo con accenni di modanature agli angoli.
L'interno della chiesa è a pianta basilicale con terminazione absidale semi-circolare, con tre navate suddivise da archi a tutto sesto sostenuti da colonne in travertino a sezione quadrata.
L'altare, rifatto nel 1967 dopo la riforma del Concilio Vaticano II, è in travertino romano bucciardato e si presenta a forma di piccolo tempio, con timpano sostenuto da due colonne con capitelli corinzi, affiancato sulla sinistra da un piccolo ambone. Subito dietro l'altare c'è un dipinto di grande pregio del pittore Antonio del Massaro, detto il Pastura, in cui è raffigurata la Madonna col Bambino attorniata dai Santi Giovanni Battista, Stefano, Biagio e Pietro.
Nella navata destra, anticamente riservata alla Famiglia Orsini, sono collocati due affreschi provenienti dalla diruta chiesa di Santa Maria ad Pontem, il monumento sepolcrale di Niccolò III Orsini, e soprattutto, nella capella dell'Annunziata (già Orsini) subito alla destra dell'altare, una pala raffigurante il Salvator Mundi affiancato da due angeli di particolare valore artistico, attribuita alla scuola del Pinturicchio.
Nella navata sinistra è collocato il sarcofago di Pietro Gregorio Ottoboni Boncompagni Ludovisi, duca di Fiano, resti di affreschi (probabilmente sempre originari di Santa Maria ad Pontem), piccoli altari sovrastati da tele di scuola umbra e l'altare della Madonna Addolorata. Si accede inoltre alla cappellina absidata dove è presente un crocifisso ligneo artigianale, un altare con basamento in pietra, forse derivato da un'antica colonna e vi è custodita la campana medievale realizzata da Guidotto di Pisa nel 1278 per l'antica Chiesa di San Biagio.

#### Chiesa di Santo Stefano Vecchio
La Chiesa di Santo Stefano Vecchio è stata per secoli la chiesa principale della città, nonostante fosse collocata fuori il centro abitato, sul versante occidentale, in una zona collinare. Alla fine del XIX secolo, sia per la sua posizione decentrata sia soprattutto per le restrizioni imposte agli ordini religiosi dal neonato Regno d'Italia, fu prima sconsacrata e poi venduta a privati.
L'interno della chiesa, che fu cenobio benedettino, è a pianta basilicale e presenta uno stile romanico tipico del XII e XIII secolo ma con vari rimaneggiamenti e restauri successivi.
Le 3 navate sono separate da 10 colonne in granito per parte, con capitelli tutti diversi e con un pilastro centrale ognuno. Ai lati del portale d'ingresso due candelabri in bronzo, alti 3 metri, a colonne tortili con spirali che richiamano le piante di alloro. Il campanile consta di 3 ordini di finestre, dal basso all'alto: bifore, trifore e monofore.
L'altare odierno è in marmo greco e posizionato nella parte absidale al posto del ciborio originale, del 1150 circa, che fu portato prima al Collegio Irlandese di Roma e poi, dopo varie traversie, al Metropolitan Museum of Art di New York dov'è tuttora esposto.
Nel 1890, nel corso di scavi archeologici promossi da Vincenzo Montenovesi nei terreni intorno alla Chiesa, fu ritrovata una lapida di età romana con iscritta una lista di nomi.

#### Chiesa di Santa Maria ad Pontem
Chiesa del XII secolo, oggi sconsacrata, in stile romanico appartenuta all'ordine dei Silvestrini.

#### Chiesa della Madonna del Carmine

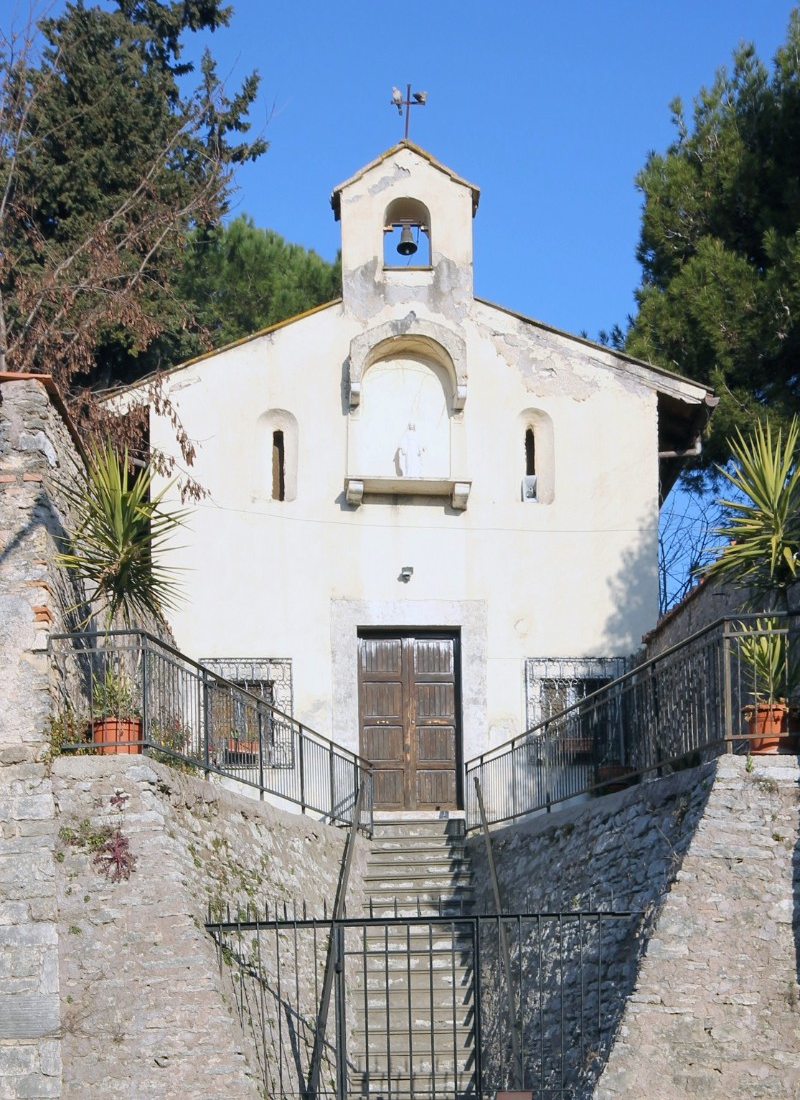
La Chiesa della Madonna del Carmine di Fiano Romano

Della Chiesa della Madonna del Carmine o Chiesa del Carmine si hanno poche informazioni storiche: viene forse descritta in un manoscritto del XVII secolo in cui si parla di una chiesa chiamata della Fraternità eretta nel XVI secolo poco fuori il centro storico di Fiano Romano ed utilizzata come cimitero per i contadini.
L'edificio è piuttosto semplice e di modeste dimensioni, senza un particolare criterio estetico o architettonico. La facciata principale presenta un portale con ai lati finestre rettangolari e più in alto aperture ad arco a tutto sesto. In linea con l'ingresso un arco con crocifisso.  All'interno non ci sono opere d'arte alle pareti, tranne un affresco che adorna l'abside ed il catino. Il campanile, di tipo a vela, consiste in una semplice struttura muraria posizionata centralmente alla facciata principale. L'ambiente è illuminato da solo quattro finestrelle poste in alto sulle pareti laterali.
Dal 17 febbraio 2013 la chiesa, in accordo con la locale parrocchia cattolica, è utilizzata dalla Chiesa Ortodossa Romena che l'ha intitolata a San Gerarca Leone Magno, Vescovo di Roma. Per le funzioni ortodosse vi è stato installato l'iconostasi davanti al presbiterio, posizionate icone sulle pareti laterali ed un grande lampadario a goccia al centro della sala.

#### Cristo Nostra Pasqua
Nel 2018 la diocesi di Civita Castellana ha bandito un concorso per la progettazione di un nuovo complesso parrocchiale da realizzare a Fiano Romano e denominato "Cristo Nostra Pasqua", concorso conclusosi nel 2019 con la scelta del progetto presentato dall'architetto Alberto Barone. Nel 2021 si è concluso positivamente l'iter amministrativo per l'autorizzazione della realizzazione del complesso su un'area di 12.000 metri quadrati individuata nella zona di espansione a sud overt, a ridosso della via Tiberina all'altezza dell'incrocio con via San Lorenzo. Nell'aprile 2024 sono iniziati i lavori per la realizzazione del complesso, per un importo di oltre 4 milioni di euro finanziati dalla CEI e con una durata prevista di circa tre anni. Il 15 ottobre 2024, in concomitanza con la ricorrenza di Santa Eurosia compatrona di Fiano, si tenne la cerimonia ufficiale della posa della prima pietra del nuovo complesso alla presenza del vescovo di Civita Castella Marco Salvi.

#### Altre chiese
- La chiesa della Beata Vergine della nuova o della ruota (sullo stesso manoscritto[45] non è ben riconoscibile il nome corretto).
- La chiesa della Madonna delle Grazie sita di fronte all'ospedale per i poveri.
- Della chiesa di Sancti Georgi in Suburbio Castri Flaiani il Ghibelli cita che era possedimento del monastero di Sant'Andrea e di San Gregorio al Clivo di Scauro a Roma.
- La chiesa di Val Casale era gestita da un eremita e, nel suo interno, vi era una tela raffigurante San Giovanni di Dio di Francesco Trevisani.
- La chiesa di San Sebastiano veniva utilizzata nel giorno dell'Ascensione per fare una processione e benedire la campagna ed ottenere così un buon raccolto.

### Architetture civili

#### Monumento ai caduti
Monumento ai caduti delle due guerre mondiali realizzato tra il 1919 e il 1924 e oggi collocato nel parco delle Rimembranze.

#### Monumento ai caduti di Nassirya e a tutte le vittime delle missioni di pace
Nel 2009 è stato inaugurato il monumento dedicato ai caduti di Nassirya e a tutte le vittime delle missioni di pace, una stele commemorativa collocata all'ingresso dell'omonima piazza realizzata a ridosso del centro storico.

### Architetture militari

#### Castello ducale Orsini
Castello costruito su commissione di Niccolò III Orsini, allora signore di Fiano, tra il 1489 e il 1493. 

### Siti archeologici

#### Villa dei Volusii
Villa d'otium e rustica di una famiglia senatoria romana risalente al I secolo a.C. e utilizzata fino al V secolo d.C., completamente riportata alla luce è ricca di mosaici e ambienti ben conservati.

#### Mausoleo Gladiatorio di Fiano Romano
Si tratta di dodici blocchi di marmo finemente decorati a rilievo con scene di combattimenti gladiatori risalenti al I secolo a.C. che originariamente decoravano una tomba di tipo ad edicola.

#### Mitra di Fiano Romano
Piccolo bassorilievo in marmo datato tra il II e il III secolo d.C. con entrambi i lati decorati con scene del culto di Mitra, oggi conservato al Museo del Louvre di Parigi.

#### Ciborio di Santo Stefano Vecchio di Fiano Romano
Baldacchino in marmo realizzato nel 1150 circa per la Chiesa di Santo Stefano Vecchio, oggi conservato al Metropolitan Museum of Art di New York.

#### Campana medievale di Fiano Romano
Campana forgiata nel 1278 per la Chiesa di San Biagio e ora conservata nella Chiesa di Santo Stefano Nuovo.

### Altro

#### Statua di Enrico Berlinguer

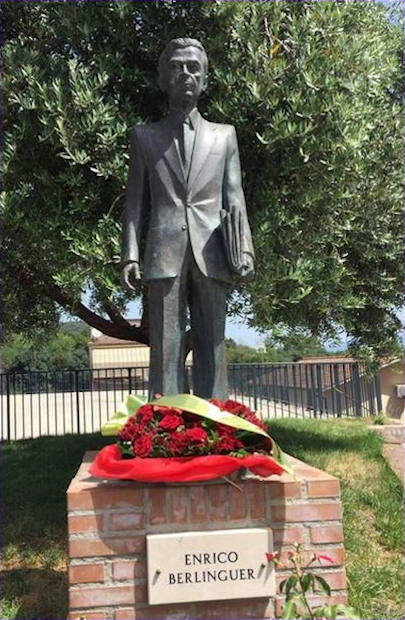
La statua di Enrico Berlinguer nei pressi di piazzale Cairoli

La statua bronzea dedicata al politico comunista, improvvisamente scomparso nel 1984 e che aveva più volte visitato Fiano Romano, fu inaugurata il 15 giugno 1985.
Realizzata dallo scultore iraniano Reza Olia, la statua è collocata nei pressi di piazzale Cairoli all'ingresso del borgo medievale. Nel 2025, per i lavori di ristrutturazione della parcheggio adiacente a piazzale Cairoli, la statua è stata rimossa in attesa di trovare collocazione.

#### Murale sulla occupazione delle terre e lotta per lo sviluppo
Murale, di 50 metri quadri, realizzato agli inizi degli anni '70 del XX secolo da Ettore de Conciliis e Rocco Falciano ed installato subito fuori il borgo medievale.

#### PortaRoma
Imponente arco-scultura in marmo e travertino (7 metri di altezza per 15 metri di lunghezza e 210 tonnellate di peso) realizzata dall'artista Claudio Capotondi e installata nel 2000 nei pressi del casello autostradale di Fiano Romano.

## Società

### Evoluzione demografica
Fiano Romano ha registrato un'evoluzione demografica sempre in aumento fin dal primo censimento generale della popolazione del 1871. Tale trend si è notevolmente impennato nella parte finale del XX secolo e in particolare nel primo decennio del XXI secolo dove si è registrato di fatto un raddoppio della popolazione residente in dieci anni, passando dai 7924 residenti del censimento 2001 ai 13059 del censimento 2011.
Nel secondo decennio del XXI secolo si è confermato il trend in aumento della popolazione residente ma con una maggiore gradualità (dai 13063 residenti del 1º gennaio 2012 ai 15556 del 1º gennaio 2021).
Al 31 dicembre 2021 Fiano Romano risultava il comune più giovane del Lazio con un'età media di 42,1 anni.
Abitanti censiti

### Etnie e minoranze straniere
L'importante incremento della popolazione residenti che ha interessato Fiano Romano ha visto anche un importante contributo di cittadini stranieri.
Al 31 dicembre 2022 gli stranieri residenti a Fiano Romano con regolare permesso di soggiorno (dati ISTAT) assommavano a 2.641, pari a circa il 16,2% della popolazione, ben superiore alla media dell'area della città metropolitana di Roma Capitale (11,5%) e della Regione Lazio (11.2%), dato che posizionava Fiano al 255º posto (su 7903) della classifica dei comuni italiani.
Le dieci nazionalità più rappresentate al 31 dicembre 2022 erano (dati ISTAT):
1. Romania, 1.148
2. Albania, 339
3. Bangladesh, 163
4. Marocco, 83
5. Pakistan, 64
6. India, 62
7. Polonia, 55
8. Nigeria, 51
9. Moldavia, 46
10. Egitto, 43

### Lingue e dialetti
Il dialetto fianese, parlato ormai solo da un nucleo di abitanti sempre più vecchio e ristretto vista l'ampia crescita demografica a cavallo tra XX e XXI secolo, è il risultato di una peculiare miscela linguistica e culturale. Da un lato infatti il vernacolo di Fiano risente, come tutti quelli della zona della bassa valle del Tevere, dall'incontro tra quello dell'area romana e quello dell'area sabina, entrambi assai caratteristici. Dall'altro però si somma anche l'importante contributo dato dai tanti immigrati che, nel corso del XIX secolo, si sono trasferiti a Fiano provenienti dalle vicine regioni del Centro Italia, in particolare da Umbria, Marche e Abruzzo. Tutti questi contributi, diversi e assai variegati, si sono ben armonizzati in un dialetto riconoscibile e chiaramente distinto da quelli dei paesi viciniori, un parlato che esprime bene pensieri e sentimenti e che, in tante caratteristiche, è più vicino al latino che all'italiano.

### Religione
La presenza di un'ampia comunità Romena, che nel 2022 rappresentava circa il 43% del totale degli stranieri residenti a Fiano Romano, ha portato all'apertura nel 2013 di una parrocchia della Chiesa Ortodossa Romena nella Chiesa della Madonna del Carmine.

### Istituzioni, enti e associazioni

#### Istituzioni pubbliche
- Dal 28 luglio 2016 è operativo a Fiano Romano il Centro Operativo della Polizia stradale del Lazio (C.O.P.S.)[73] per la gestione di tutta l’attività della Polizia Stradale della Regione sia in ambito autostradale che sulla viabilità ordinaria: quotidianamente dirige l’attività, in media, di 120 pattuglie lungo 430 chilometri di rete autostradale, le principali strade consolari del Lazio e sui 68 chilometri del Grande Raccordo Anulare di Roma.

#### Società private
- A Fiano Romano ha sede la direzione del V Tronco della società Autostrade per l'Italia[74] che ha competenza sulla gestione e manutenzione di un tratto dell'Autostrada A1 (dal km 417,6 al km 633,3 per 215,7 chilometri), dell'A1 diramazione Roma Nord (23 chilometri), dell'A1 diramazione Roma Sud (20 chilometri) e del tratto Civitavecchia - Roma dell'Autostrada A12 (65,4 chilometri).

#### Strutture sanitarie
- Il 23 marzo 2022 è stata inaugurata la casa di comunità della ASL Roma 4, intitolata a Vincenzo Montenovesi[75], con i servizi materno-infantile, il TSMREE, la specialistica, il consultorio e il centro vaccinale.

#### Associazioni
- Da giugno 2013 ha sede a Fiano Romano la Croce Rossa Italiana - Comitato della Valle del Tevere che opera sul territorio dei comuni di Capena, Civitella San Paolo, Fiano Romano, Filacciano, Nazzano, Ponzano Romano, Sant’Oreste e Torrita Tiberina[76].

## Cultura

### Istruzione

#### Biblioteche
- Biblioteca comunale, collocata all'interno del Castello Ducale, con disponibili, alla data del 4 marzo 2021, 26.597 volumi moderni e 18.125 volumi nel catalogo online. La biblioteca offre sia il servizio di prestito locale che di prestito interbibliotecario[77]. Attivo un Gruppo di Lettura e, dal 2020, il servizio di bookcrossing[78].

#### Scuole

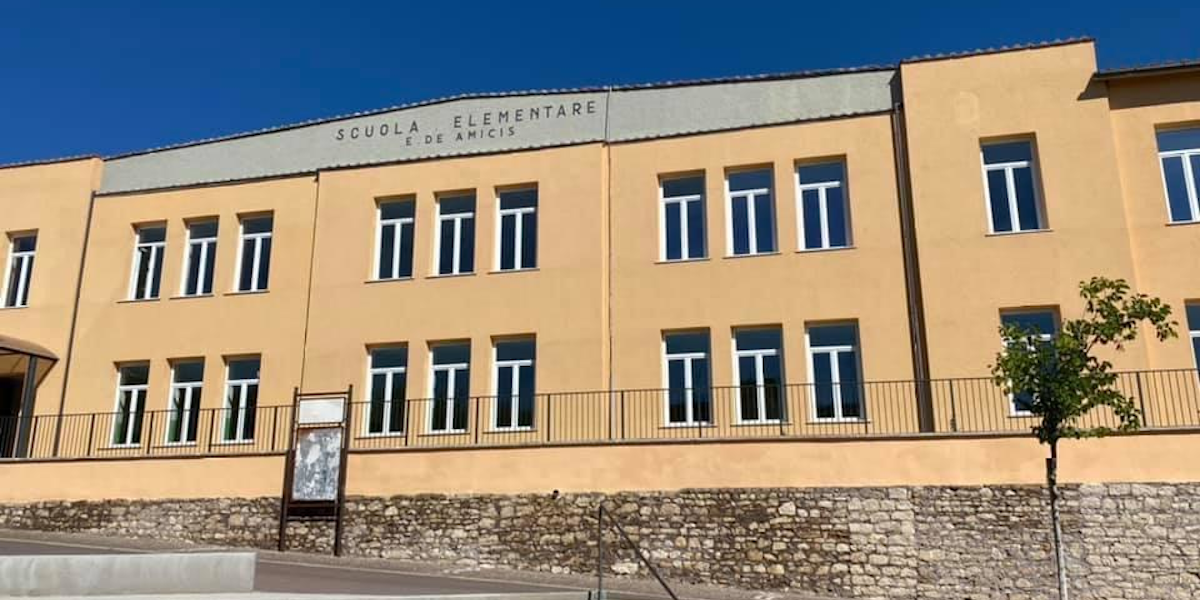
Il più antico plesso di Fiano Romano, ristrutturato nel 2020, in via Luigi Giustiniani

- Istituto Comprensivo statale "IC Fiano Romano" con Scuola dell'Infanzia (2 plessi), Scuola Primaria (3 plessi) e Scuola Secondaria di I° (1 plesso)[79];
- Scuola dell'Infanzia paritaria "San Giuseppe", attiva dal 1971 e gestita dalle Suore Domenicane di Santa Caterina da Siena[80].

#### Musei
- Villa dei Volusii.

### Arte
- Tra la fine degli anni '60 e l'inizio degli anni '80 del XX secolo a Fiano Romano fu attivo il Centro di Arte Pubblica Popolare (C.A.P.P.), collettivo di artisti che vide tra i fondatori Ettore De Conciliis e Rocco Falciano[81]. Questi si impegnarono principalmente nella realizzazione di opere pittoriche murali di grandi dimensioni e con una spiccata valenza politica-sociale, come il Murale dedicato a Giuseppe Di Vittorio a Cerignola[82] del 1975 o il Murale sulla occupazione delle terre e lotta per lo sviluppo a Fiano Romano del 1972, avvalendosi anche della collaborazione di artisti quali Ernesto Treccani e Carlo Levi.

### Cinema

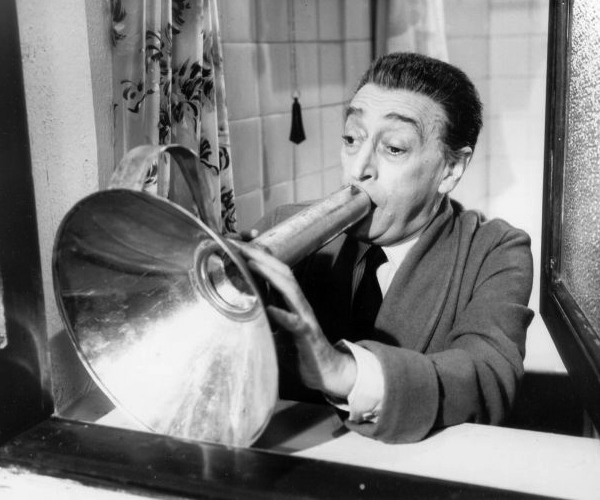
Totò in una scena de Gli Onorevoli (1963)

Fiano Romano è stata sovente utilizzata per girare film e serie tv. Molto utilizzate anche, per scene lungo la strada, il tratto dell'Autostrada A1, il casello autostradale e i dintorni industriali.
- La scena cinematografica più famosa girata a Fiano Romano è sicuramente quella in cui Totò fa il suo discorso alla popolazione della città di Roccasecca nel film Gli onorevoli di Sergio Corbucci del 1963[83][84];
- Il primo film girato a Fiano Romano fu La Corona di Ferro di Alessandro Blasetti del 1940 con Gino Cervi[85];
- Il borgo che ospita il collegio del figlio di Peppone (Gino Cervi) del film Il ritorno di Don Camillo di Julien Dovivier del 1953 è quello di Fiano Romano[86];
- Nel film Totò e Carolina di Mario Monicelli del 1955 la chiesa del paese di Montefalcone in cui Antonio Caccavallo (Totò) riconduce Carolina (Anna Maria Ferrero) dai suoi parenti è la Chiesa Santo Stefano Protomartire Nuovo di Fiano Romano[87];
- Sempre nel 1955 furono girate a Fiano Romano alcune scene dei film Poveri ma belli di Dino Risi e Saranno Uomini con Silvana Pampanini[85];
- Nel 1967 per il film I Sovversivi di Paolo e Vittorio Taviani furono girate scene presso Santo Stefano Vecchio[88];
- Nel film Detenuto in attesa di Giudizio di Nanni Loy del 1971 la scena della telefonata della moglie di Giuseppe Di Noi (Alberto Sordi) al console si svolge all'autogrill sull'Autostrada A1 a Fiano Romano[89];
- Nel film Il trucido e lo sbirro di Umberto Lenzi del 1976 il capannone dove lavora il fratello del Monnezza (Tomas Milian) è a Fiano Romano[90];
- Nel film Roma di Federico Fellini del 1977 le riprese nel traffico di Roma iniziano alla barriera autostradale di Roma Nord dell'Autostrada A1 a Fiano Romano[91];
- Nel 1979 il regista Franco Giraldi girò alcune scene del suo film La Giacca Verde a Fiano Romano[85];
- Il paese marchigiano Brisignano dove è ambientato il film Dio li fa poi li accoppia di Steno del 1982 è in realtà Fiano Romano[92];
- Nel 1985 il regista Duccio Tessari gira a Fiano Romano la miniserie TV Baciami strega[85];
- Il paese dove vivono i due pensionati Elvio Battistini (Alberto Sordi) e Giuseppe Mondardini (Bernard Blier) del film Una botta di vita di Enrico Oldoini del 1988 è Fiano Romano[93];
- Nel 1998 a Fiano Romano è stata girata la serie tv Dio Vede e Provvede con Angela Finocchiaro e Nadia Rinaldi[85];
- Nel 2000 a Fiano Romano viene girato il film per la tv Vola Sciusciù[85] con protagonista Lino Banfi nel suo primo ruolo drammatico, andato in onda su Rai 1 il 28 maggio 2000;
- Nel 2005 viene girato a Fiano Romano il film DeKronos - il demone del tempo (conosciuto anche con il titolo La clessidra del Diavolo)[85];
- Sempre nel 2005 furono girate a Fiano Romano alcune scene del film E ridendo l'uccise di Florestano Vancini[85];
- A Fiano Romano, in Piazza Matteotti, sono stati girati alcuni degli episodi della mini-serie RAI "Enrico Mattei - L'uomo che guardava al futuro", andata in onda in prime time su Rai 1 il 3 e 4 maggio 2009;
- Nel 2012 è stata girata a Fiano Romano la webserie Orrore a Fiano Romano per FlopTV[94];
- Nel 2015 la quinta stagione della serie tv Che Dio Ci Aiuti con Elena Sofia Ricci è stata girata a Fiano Romano[95];
- A Fiano Romano è stato girato il film A posto tuo del 2016 con protagonisti Luca Argentero, Stefano Fresi, Ambra Angiolini e Serena Rossi[96];
- Nel 2020 a Fiano Romano sono state girate alcune scene del film sull'omicidio di Yara Gambirasio del regista Marco Tullio Giordana[97];
- Nel 2021 sono state girate in Piazza Matteotti a Fiano Romano alcune scene della docu-fiction Arnoldo Mondadori - I libri per cambiare il mondo della Rai con Michele Placido andata in onda il 21 dicembre 2022 su Rai 1;[98]
- A marzo 2022 nel centro storico del paese e nei pressi dell'area industriale si sono svolte alcune riprese per la miniserie televisiva Circeo della Cattleya ispirata al massacro del Circeo[99][100].
- A gennaio e febbraio 2023 Piazza Matteotti e il cortile del Castello Ducale sono stati utilizzati per le riprese del film "Settimo grado" del registra Massimo Cappelli prodotto dalla Lime Film.[101][102][103]

### Musica

#### Banda Musicale
Il 5 gennaio 1902 il Consiglio Comunale ha riconosciuto la Banda Musicale, di cui si hanno notizie dell'esistenza già negli ultimi anni del 1800, quale Concerto Musicale Municipale: da allora la banda non si è mai sciolta e, tra cambi di nome (durante il fascismo fu rinominata Banda Musicale del Dopo Lavoro e poi nel dopoguerra Banda Comunale) e rinnovando via via i suoi membri, ha continuato la sua attività musicale, interrompendola solo durante i periodi delle due Guerre Mondiali.
Nel 1995 la Banda Musicale si è costituita associazione, è stata riconosciuta dal Consiglio Comunale come "Banda di Interesse Comunale" e si è iscritta all'Albo delle Bande Musicali operanti nei Comuni del Lazio.
La Banda partecipa alle varie manifestazioni religiose e folcloristiche del paese, tiene concerti e organizza corsi di musica.
Dal 2017 ha attivato un laboratorio di musica d'assieme denominato Junior Band, dal 2019 intitolata allo scomparso fondatore e maestro Andrea Maida, riservato ai giovanissimi anche alle prime armi con gli strumenti musicali.

### Eventi

#### Festa di settembre in onore della Madonna Addolorata

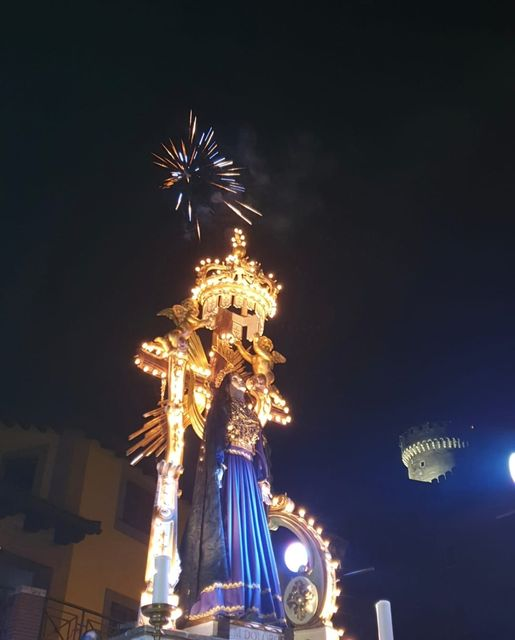
La Statua della Madonna Addolorata di Fiano Romano in processione salutata dai fuochi d'artificio

La Festa di settembre in onore della Madonna Addolorata è una manifestazione organizzata nella terza domenica di settembre a Fiano Romano in cui si rivivono tradizioni religiose e si svolgono importanti festeggiamenti ed attività folkloristiche.
Le radici della festa risalgono al 24 marzo 1842 quando fu collocata nella Chiesa di Santo Stefano Nuovo l'immagine in cera della Maria Santissima Addolorata. La festa era affidata alle donne della Pia Unione della Madonna Addolorata, e solo a partire dal 1933 fu concesso anche agli uomini di prendere parte all'organizzazione della festa.
Dopo alcune interruzioni, nel 1889 la festa fu ripresa nuovamente e da allora mai più interrotta. Il programma della festa inizia il giovedì o il venerdì, con le vie del paese adornate da luminarie, si tengono messe e altri eventi, religiosi e non.
La festa ha il suo culmine con la processione di domenica sera. Nel 2021 si è tenuta la 179ª edizione della festa.

#### Lo Schermo è Donna
Festival cinematografico orientato a valorizzare il ruolo delle donne nel cinema, promosso e organizzato dall’Associazione culturale “Città per l’Uomo” con il patrocinio del Ministero della Cultura e del Comune. Il festival si svolge in estate; Nel 2021 si è svolta la 24ª edizione del festival.

#### Borgo Festival
Manifestazione di spettacoli teatrali itineranti che si svolgono all'interno del Castello ducale Orsini e nelle vie del centro storico; Nel 2019 si è tenuta la 20ª edizione del festival mentre per gli anni 2020 e 2021 il festival non si è tenuto per le limitazioni imposte per contrastare la pandemia di COVID-19.

## Geografia antropica

### Urbanistica
Il forte incremento demografico che ha caratterizzato Fiano Romano a partire dalla fine degli anni '90 del XX secolo è corrisposto ad una vasta urbanizzazione del territorio, in particolare tra il centro abitato consolidato, intorno al borgo medievale, e l'area del casello autostradale e della zona industriale.
In quest'ampia zona pianeggiante si è sviluppata così un'area residenziale a prevalenza di villette e piccole palazzine, con una bassa densità abitativa e quindi un grande consumo di suolo che ha portato, di fatto, a quadruplicare il territorio urbanizzato.
È stato questo uno sviluppo con caratteri parzialmente abusivi, oggetto negli anni di vicende urbanistiche complesse e che ha richiesto vari interventi amministrativi e poi, a partire dagli anni '10 del XXI secolo, forti investimenti per il potenziamento dei servizi (reti, strade, parchi, scuole, ecc...) al fine di allinearli alla mutata realtà abitativa e sociale.

## Economia
Fiano Romano rappresenta una realtà economica vivace e fortemente attiva, principale polo produttivo della zona.  Il tasso di occupazione è molto alto (nel 2019 è stato circa del 50%, posizionando Fiano Romano al terzo posto tra i comuni del Lazio) soddisfatto sia dalla domanda interna che da quella esterna: il pendolarismo, per studio e lavoro, verso l'area metropolitana romana seppur elevato (48%) è infatti bilanciato da quello in ingresso.

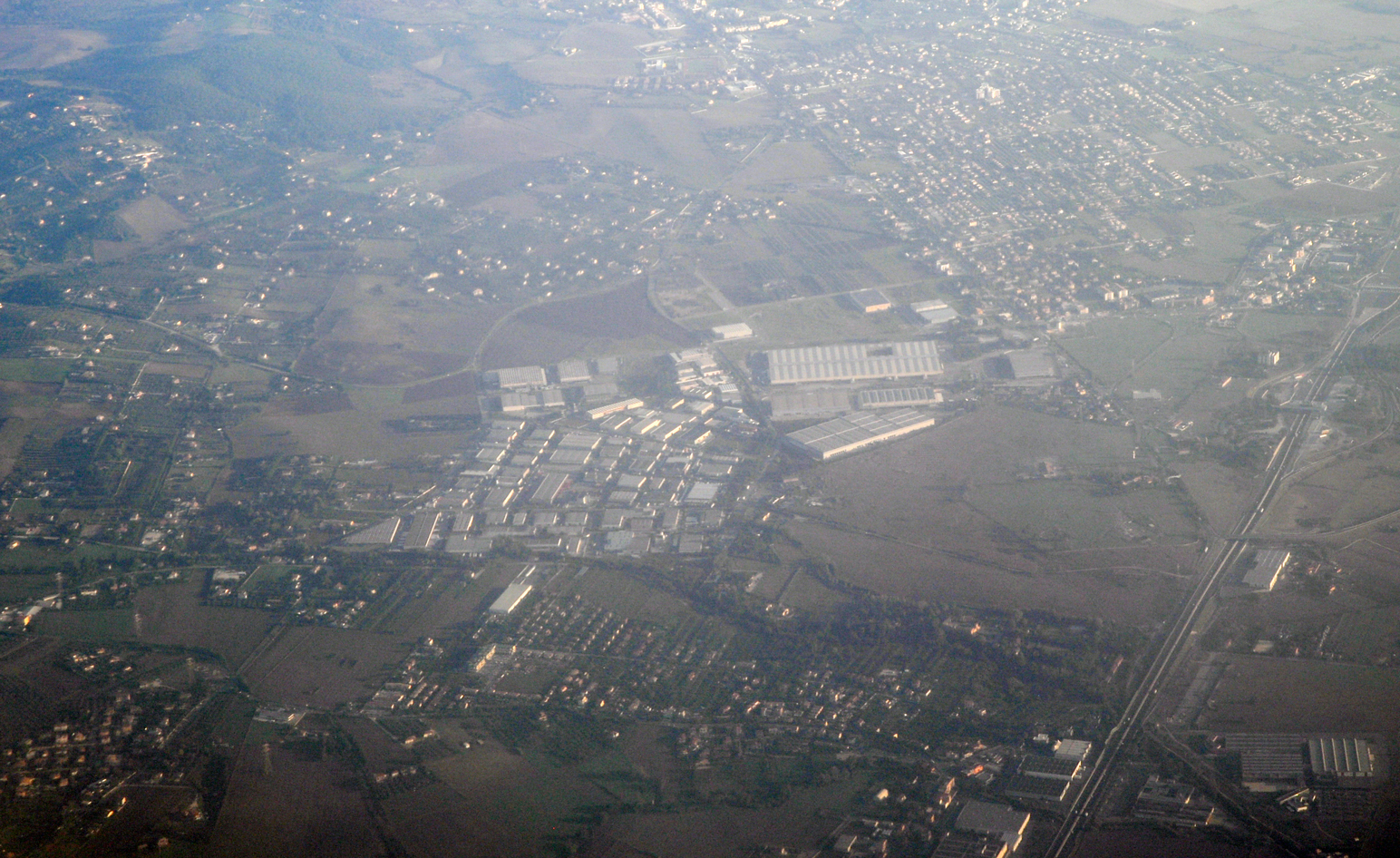
Prato della Corte - zona industriale-artigianale di Fiano Romano (2016)

Al 2020 le attività operanti su Fiano Romano risultano:
- nella maggior parte (1055 su un totale di 1776 registrate pari al 59.4%) impegnate nel settore dei servizi e nel relativo indotto;
- seguono le attività industriali (23.8%) tra le quali spiccano quelle operanti nel settore delle costruzioni edili (17.9% del totale);
- infine l'agricoltura rappresenta invece una quota minima della attività economiche del territorio (4.6% del totale) con solo 82 attività attive.

### Agricoltura
Il settore agricolo è diventato nel corso degli anni sempre meno rilevante nell'economia di Fiano Romano, visto lo sviluppo urbanistico e sociale che ha caratterizzato il territorio agli inizi del XXI secolo, con le aziende agricole attive che sono passate dalle 625 del 2000 alle 251 del 2010 fino alle 82 del 2020. Le principali attività sono quelle connesse con i prodotti seminativi (grano, mais) coltivati in oltre la metà del suolo utilizzato (54%), seguiti da prati e pascolo (17,5%), boschi (10%) e olivi e frutteti (9,7%). La coltivazione della vite, caratteristica della zona per millenni, è ormai praticata solo a livello minimale (0,3%).
Dal 2014, con l'intento di promuovere l'uso agricolo del territorio e di salvaguardare le aree rurali in disuso, l'ente locale ha introdotto la possibilità di concedere, a titolo gratuito, degli appezzamenti di terreno comunali a privati cittadini per la realizzazione di Orti Sociali.

### Industria
L'attività industriale preminente è quella connessa con le costruzioni edili e civili (318 imprese attive) con evidente connessione alla larga urbanizzazione del territorio di inizio XXI secolo che ha portato in pochi anni a quadruplicare il suolo utilizzato per edifici e strade.

### Servizi
Il settore economico principale delle imprese attive a Fiano Romano è il terziario, che beneficia soprattutto della vicinanza con Roma e per la collocazione sul principale asse viario Nord-Sud rappresentato dall'Autostrada A1.
Fiano Romano è un nodo primario a livello nazionale per la logistica e la movimentazione delle merci su gomma con la presenza di molte aziende operanti nella media e grande distribuzione tra le quali spiccano le sedi di Amazon, di BRT, della GLS e del settore carni della Conad. Vi è inoltre la sede centrale della Todis.
La breve distanza da Roma e la buona rete viaria di connessione alla Capitale ha inoltre reso il territorio appetibile per tutta una serie di attività connesse con il turismo, soprattutto quelle operanti nel campo della ristorazione e nel settore alberghiero (come Hilton e Best Western).
Al contempo sono cresciute le attività di supporto a questi settori economici come autoriparatori, gommisti, servizi assicurativi e finanziari, noleggio.

## Infrastrutture e trasporti

### Strade
- A Fiano Romano c'è il casello di Roma Nord dell'Autostrada A1 Milano-Napoli dal quale parte la diramazione A1 dir Nord che collega l'Autostrada A1 al Grande Raccordo Anulare di Roma;
- Il territorio comunale è attraversato dalla Strada provinciale 15/A Tiberina[126] che parte da Roma seguendo la sponda destra del Tevere e arrivando poi in Sabina, a Poggio Mirteto, sul tracciato dell'antica Via Tiberina.
- Subito al di là del Tevere passa la SS 4 Salaria facilmente raggiungibile da Fiano Romano tramite la superstrada SS 4 dir.

### Ferrovie
- La stazione ferroviaria più vicina a Fiano Romano è quella di Fara Sabina-Montelibretti della Linea FL1 distante circa 9 chilometri e collegata con dei bus navette. Questa linea ferroviaria permette di raggiungere velocemente sia varie zone di Roma che l'Aeroporto di Fiumicino.

### Mobilità urbana
I collegamenti extra-urbani sono assicurati dalla COTRAL con corse di autobus da/per il capolinea della stazione Saxa-Rubra di Roma e quello di Poggio Mirteto nonché da/per la stazione ferroviaria di Fara Sabina-Montelibretti della FL1. Sul territorio comunale sono attive alcune linee gestite da una società privata.

## Amministrazione
Tra il 1816 e il 1870 Fiano Romano ricadeva amministrativamente nella Comarca di Roma, suddivisione dello Stato Pontificio.
Durante il periodo fascista l'amministrazione di Fiano fu affidata al Conte Valentino Orsolini Cencelli, molto vicino a Mussolini.
Dal dopoguerra in poi, tranne una breve parentesi con un'amministrazione DC-MSI dal 1962 al 1966, Fiano è stato amministrato dal PCI prima e, dagli anni '90 in poi, da coalizioni di sinistra o centro-sinistra: da qui l'appellativo di "Stalingrado della Tiberina".

Elenco dei Sindaci di Fiano Romano dal 1948 in poi:
| Periodo          | Periodo          | Primo cittadino         | Partito                                       | Carica                  | Note                                                     |
| ---------------- | ---------------- | ----------------------- | --------------------------------------------- | ----------------------- | -------------------------------------------------------- |
| 1948             | 1956             | Gustavo Giustiniani     | Partito Comunista Italiano                    | Sindaco                 |                                                          |
| 1956             | 1957             | Cesare Calabrini        | Partito Comunista Italiano                    | Sindaco                 |                                                          |
| 1958             | 1959             | Federico D'Ubaldi       | Partito Comunista Italiano                    | Sindaco                 |                                                          |
| 1960             | 1962             | Gustavo Giustiniani     | Partito Comunista Italiano                    | Sindaco                 |                                                          |
| 1962             | 1966             | Aldo Biondi             | Democrazia Cristiana                          | Sindaco                 |                                                          |
| 1966             | 1988             | Stefano Paladini        | Partito Comunista Italiano                    | Sindaco                 |                                                          |
| 1988             | 1993             | Nicola Luciani          | Partito Comunista Italiano                    | Sindaco                 |                                                          |
| 6 giugno 1993    | 26 aprile 1997   | Mario Quattrucci        | Partito Democratico della Sinistra            | Sindaco                 | Eletto con il 52,47%                                     |
| 27 aprile 1997   | 12 maggio 2001   | Aristide Palmucci       | Coalizione di centro-sinistra (liste civiche) | Sindaco                 | Eletto con il 56,09%                                     |
| 13 maggio 2001   | 29 maggio 2006   | Tarquinio Splendori     | Coalizione di centro-sinistra                 | Sindaco                 | Eletto con il 48,26%                                     |
| 29 maggio 2006   | 14 maggio 2011   | Tarquinio Splendori     | Coalizione di centro-sinistra (liste civiche) | Sindaco                 | Eletto con il 51,69%                                     |
| 16 maggio 2011   | 4 giugno 2016    | Ottorino Ferilli        | Per Fiano (lista civica)                      | Sindaco                 | Eletto con il 61,87%                                     |
| 5 giugno 2016    | 4 ottobre 2021   | Ottorino Ferilli        | Per Fiano (lista civica)                      | Sindaco                 | Eletto con il 70,15%                                     |
| 4 ottobre 2021   | 12 dicembre 2024 | Davide Santonastaso     | Fiano 2030 (lista civica)                     | Sindaco                 | Eletto con il 49,95% Sfiduciato il 12 dicembre 2024      |
| 17 dicembre 2024 | 10 giugno 2025   | Michele Censi Buffarini | -                                             | Commissario Prefettizio | Nominato con decreto del Prefetto di Roma n. 483320/2024 |
| 10 giugno 2025   | in carica        | Davide Santonastaso     | Fiano 2030 e SiAmo Fiano (liste civiche)      | Sindaco                 | Eletto al ballottaggio con il 56,51%                     |

### Altre informazioni amministrative
- Dall'11 settembre 2013 ha aderito alla Conferenza dei sindaci dell'area Tiberina/Flaminia/Cassia di cui ha espresso il presidente dal 2013.
- Dal 1º giugno 2015 il Comune di Fiano Romano fa parte del Consorzio intercomunale dei servizi e interventi sociali Valle del Tevere[138] insieme ad altri 16 comuni ricandenti nel distretto socio-sanitario 4 della ASL Roma 4.

## Sport

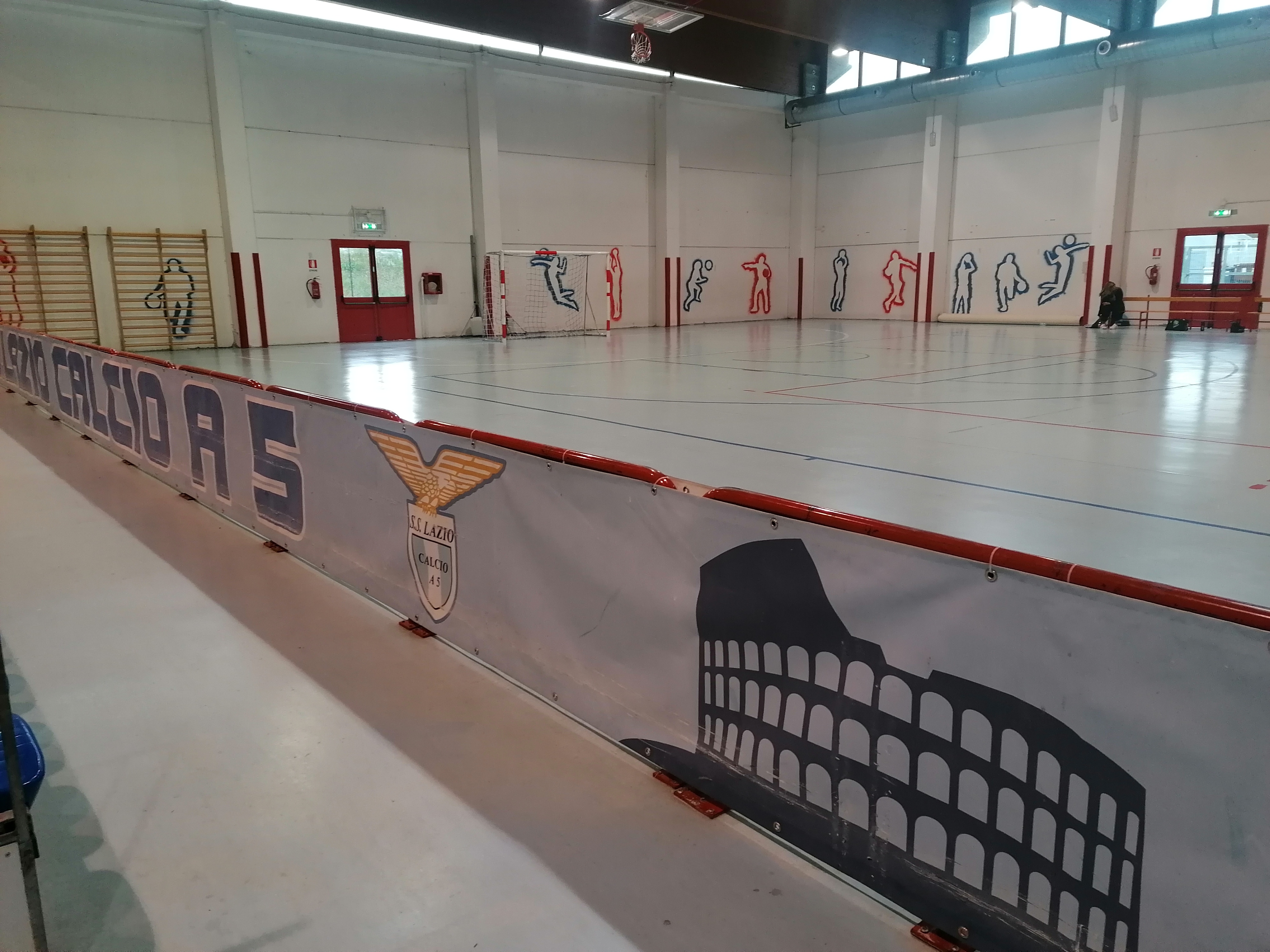
Interno del Palazzetto dello Sport di Fiano Romano durante una partita della S.S. Lazio calcio a 5

### Calcio
- A.S.D. Fiano Romano (colori sociali Rosso Nero) che, nel campionato 2022-23, milita nel Girone B del campionato maschile di Eccellenza[139];
- Città di Fiano, (colori sociali Bianco Azzurro) che, nel campionato 2022-23, milita nel Girone D del campionato maschile di Seconda categoria[140];
- A.S.D. 2004 Pro Fiano, (colori sociali Amaranto Giallo) che, nel campionato 2022-23, milita nel Girone D del campionato maschile di Seconda categoria[141];
- La  S.S. Lazio C5 Global (calcio a 5 - settore femminile) e la S.S. Lazio Calcio a 5 (calcio a 5 - settore maschile), che militano nel campionato 2021-22 rispettivamente in Serie A e nel girone C della Serie A2, si allenano e giocano le proprie partire interne al Palazzetto dello Sport di Fiano Romano[142][143];

### Atletica leggera
- Atletica Fiano Romano A.S.D.[144]

### Pallacanestro
- ASD O.S.M.G. Fiano Romano Basket[145];

### Pallavolo
- ASD Fiano Romano Pallavolo[146].

### Impianti sportivi
- Stadio vecchio comunale (calcio), in via dello Sport;
- Stadio nuovo comunale "Sandro Pertini" (calcio, calcio a 5, atletica leggera), in via Tiberina;
- Palazzetto dello sport (calcio a 5, basket, pallavolo), in via Tiberina;
- Palazzetto sportivo polifunzionale, in via Maria Montessori (in fase di completamento ad aprile 2022[147]);
- Ciclodromo comunale "M. Pezzola - M. Gili", in via F. Giustiniani;
- Campo per il tiro con l'arco, in via della Mola Saracena;
- Crossodromo "Tiberina", in via di Valle Noria;